# Gran Premio del Sudafrica 1966
Il 12º  Gran Premio del Sudafrica fu una gara di Formula 1, non valida per il campionato del mondo di quell'anno, che si disputò il 1º gennaio 1966 al Prince George Circuit di East London. La corsa si svolse su 60 giri e fu vinta dal pilota inglese Mike Spence su una Lotus 33.

Il circuito Prince George

La Formula 1 aveva appena cambiato regolamento aumentando la cilindrata massima da 1500 a 3000 cm³, molti team erano impreparati e si decise di non dare validità a questa gara.
Di fatto la sola Brabham del proprietario della scuderia Jack Brabham era dotata di motore 3 litri secondo i nuovi regolamenti. Altre vetture erano scese in pista con motori V8 BRM e Climax con cilindrata elevata a 2 litri. Addirittura molte vetture erano dotate del vecchio motore Climax 4 cilindri, dominatore della formula 1 nel 1960-1961 con cilindrata elevata a 2,7 litri dall'originale 2.5.
Parteciparono alla gara anche vetture di team sudafricani, che disputavano un campionato locale.

## Risultati
| Pos | Pilota             | Costruttore                 | Giri | Tempo/Ritiro      | Griglia |
| --- | ------------------ | --------------------------- | ---- | ----------------- | ------- |
| 1   | Mike Spence        | Lotus 33-Climax V8 2L       | 60   | 1.29:39.4         | 2       |
| 2   | Jo Siffert         | Brabham BT11-BRM 1,5L       | 58   | +2 giri           | 12      |
| 3   | Peter Arundell     | Lotus 33 -Climax 1,5L       | 58   | +2 giri           | 13      |
| 4   | Dave Charlton      | Brabham BT11/22-Climax 2,7L | 58   | +2 giri           | 10      |
| SQ  | Bob Anderson       | Brabham BT11/22-Climax 2,7L | 58   | partenza a spinta | 8       |
| 5   | Sam Tingle         | LDS F1/65-Climax 2,7L       | 57   | + 3 giri          | 14      |
| 6   | John Love          | Cooper T79-Climax 2,5L      | 56   | + 4 giri          | 4       |
| 7   | Clive Puzey        | Lotus-Climax                | 56   | + 4 giri          | 18      |
| 8   | Tony Jeffries      | Cooper-Climax               | 56   | + 4 giri          | 15      |
| 9   | Jackie Pretorius   | Lotus-Climax                | 56   | +4 giri           | 17      |
| 10  | Doug Serrurier     | LDS F2/65-Climax 2L         | 55   | +5 giri           | 16      |
| Rit | Jack Brabham       | Brabham BT19-Repco 3L       |      | pompa iniezione   | 1       |
| Rit | Peter de Klerk     | Brabham BT11-Climax 2,7L    |      | Cambio            | 7       |
| Rit | Denny Hulme        | Brabham BT11/22-Climax 2,7L |      | Cambio            | 3       |
| Rit | Innes Ireland      | Lotus 25/33-BRM 2L          |      | Cambio            | 5       |
| Rit | Paul Hawkins       | Lotus 25-Climax 2,7L        |      | selettore cambio  | 11      |
| Rit | Richie Ginther     | BRP 2-BRM 2L.               |      | incidente         | 6       |
| Rit | Joakim Bonnier     | Lotus 25-Climax             |      | incidente         | 9       |
| Rit | David Prophet      | Lotus 24-Maserati           |      | sterzo            | 19      |
| NP  | Brian Raubenheimer | Lotus 20-Ford               |      | non partito       | -       |
| NP  | Jack Holme         | LDS F2/65-Ford 1,6L         |      | non partito       | -       |
| NP  | David Hume         | LDS F2/65-Climax 2,0L       |      | non partito       | -       |